# Виссер, Лео
Лендерт «Лео» Виссер (нидерл. Leendert "Leo" Visser, родился 13 января 1966 года в Хаастрехте, Южная Голландия, Нидерланды) — известный нидерландский конькобежец, 4-кратный призёр Олимпийских игр.
Серебряный призёр Олимпийских игр 1988 года на дистанции 5000 м, трёхкратный бронзовый призёр Олимпийских игр (1988 — на 10 000 м, 1992 — на 1500 и 5000 м), чемпион мира и Европы 1989 года в классическом многоборье.
Лучший спортсмен года в Нидерландах в 1989 году.